# Sederholmite
La sederholmite è un minerale appartenente al gruppo della niccolite.